# Geovânia de Sá
Geovânia de Sá (née le 30 mars 1972) est une femme politique et administratrice d'entreprise brésilienne. Elle a passé sa carrière politique à représenter Santa Catarina, après avoir été représentante de l'État depuis 2015,.

## Vie privée
Elle est la fille d'Itaci de Sá et de Maria Elena Gonçalves. Membre de l'église pentecôtiste Assembleias de Deus, elle est aussi membre du caucus évangélique de la législature.

## Carrière politique
Geovânia de Sá a voté en faveur de la motion de destitution de la présidente de l'époque, Dilma Rousseff, et voterait en faveur d'une enquête de corruption similaire sur le successeur de Rousseff, Michel Temer, et bien qu'elle ait voté en faveur des réformes fiscales, elle s'est opposée aux réformes du travail brésiliennes de 2017.